# Piliang
Piliang is een bestuurslaag in het regentschap Payakumbuh van de provincie West-Sumatra, Indonesië. Piliang telt 1111 inwoners (volkstelling 2010).